# Beira Rio (Fundão)
O Beira Rio é um bairro do distrito de Fundão, no município brasileiro de Fundão, estado do Espírito Santo.

## Galeria - Enchente - 2013

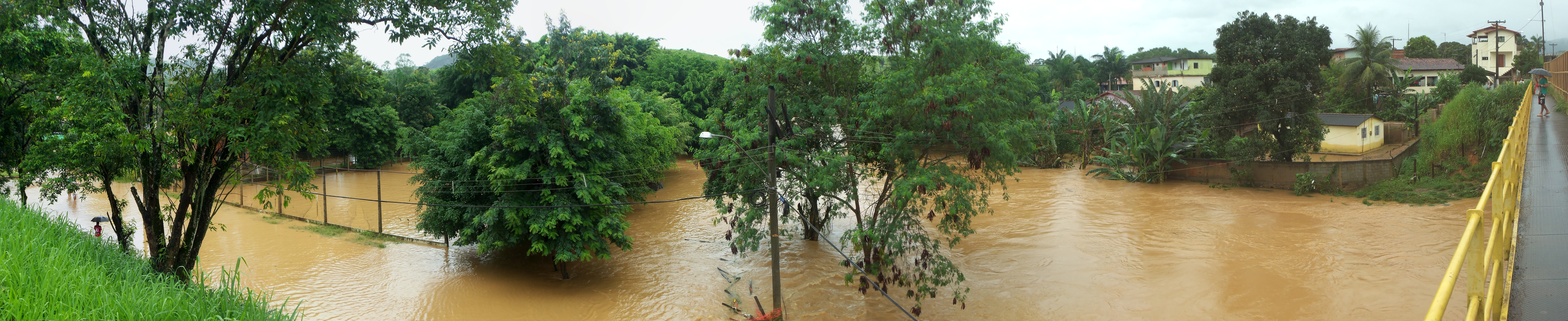
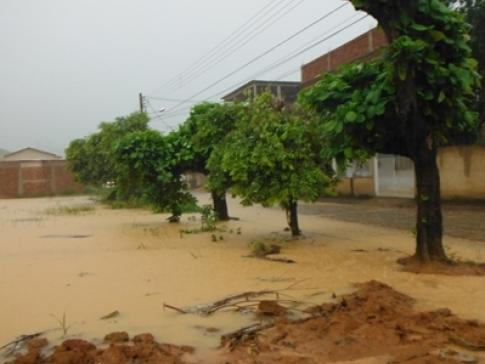